# Postcards from Heaven
Postcards from Heaven è il secondo album studio del duo musicale britannico Lighthouse Family, pubblicato nel 1997.

## Tracce
1. Raincloud – 4:33
2. Once in a Blue Moon – 3:54
3. Question of Faith – 4:32
4. Let It All Change – 5:14
5. Sun in the Night – 5:21
6. High – 5:10
7. Lost in Space – 5:22
8. When I Was Younger – 4:16
9. Restless – 4:37
10. Postcards from Heaven – 4:20

## Formazione

### Gruppo
- Tunde Baiyewu - voce
- Paul Tucker - tastiere

#### Altri musicisti
- Jack Daley - basso
- Rupert Brown - batteria
- Ben Hillier - batteria
- Phil Hudson - chitarra
- Graham Kearns - chitarra
- Craig Ross - chitarra
- Pete Wingfield - pianoforte, tastiere
- Peter Gordeno - piano Rhodes, organo
- Danny Cummings - percussioni
- Luis Jardim - percussioni
- Philip Todd - ottone, flauto
- The London Session Orchestra - archi
- Lain Gray - cori
- Tee Green - cori
- Lawrence Johnson - cori
- The Mint Juleps - cori